# ディミタール・イワンコフ
ディミタール・イワノフ・イワンコフ（Dimitar Ivanov Ivankov、1975年10月30日 - ）は、ブルガリアの元サッカー選手である。ポジションはゴールキーパー。

## 経歴

### クラブ
ブルガリアの首都、ソフィアに生まれたイワンコフは、レフスキ・ソフィアのユースチームに所属した。そのままトップチームに昇格し、275試合に出場。ゴールキーパーながらペナルティキックで25ゴールを記録した。イワンコフはここで、3回のリーグ優勝と4回のカップ優勝を経験している。
2005年6月、スュペル・リグ(トルコ)のカイセリスポルに移籍。2008年5月7日、リーグカップを制覇。この試合、彼は8本ものPKをセーブし、自身は2得点という大活躍を見せた。3年間の間でも、リーグ6得点を獲得している。
2008年6月9日には、ブルサスポルへの移籍が決定。2010年には42本目のゴールを決め、ゴールキーパーの通算得点数で歴代3位になるという偉業を成し遂げた。
2011年6月23日、イワンコフはキプロス・ファーストディビジョン(キプロス)のアノルトシス・ファマグスタFCに移籍。同年8月8日、双方の合意の上契約が解除され、彼は引退した。

### 代表
1998年にブルガリア初のキャップをつかみ、その後64試合に出場。EURO2004にも招集されるも、出場はなかった。
EURO2004の後、代表において正ゴールキーパーの地位を獲得。2010年3月3日、ポーランド戦での出場が彼にとってのラストマッチとなった。